# گریدی ساتن
گریدی ساتن (انگلیسی: Grady Sutton; ۵ آوریل ۱۹۰۶ – ۱۷ سپتامبر ۱۹۹۵) بازیگر اهل ایالات متحده آمریکا بود.

## گزیدهٔ نقش‌آفرینی‌ها
| سال          | نام                          | کارگردان                   |
| ------------ | ---------------------------- | -------------------------- |
| ۱۹۲۵         | هارولد لوید به دانشگاه می‌رود | فرد سی. نیومیر و سم تیلور  |
| ۱۹۳۲         | دیوانه سینما                 | کلاید براکمن و هارولد لوید |
| ۱۹۳۲         | زحمت را کم کن                | جرج مارشال                 |
| ۱۹۳۵         | آلیس آدامز                   | جرج استیونز                |
| ۱۹۳۶         | پالم اسپرینگز                | اوبری سکوتو                |
| ۱۹۳۶         | مرد من گادفری                | گرگوری لا کاوا             |
| ۱۹۳۷         | ازدواج به سبک وایکیکی        | فرانک ترتل                 |
| ۱۹۳۷         | در صحنه                      | گرگوری لا کاوا             |
| ۱۹۴۱         | او همه جواب‌ها را می‌دانست     | ریچارد والاس               |
| ۱۹۴۵         | لنگرها را بکشید              | جرج سیدنی                  |
| ۱۹۵۴         | ستاره‌ای متولد شده‌است         | جرج کیوکر                  |
| ۱۹۵۴         | کریسمس سفید                  | مایکل کورتیز               |
| ۱۹۶۳         | ۴ نفر برای تگزاس             | رابرت آلدریچ               |
| ۱۹۶۴         | بانوی زیبای من               | جرج کیوکر                  |
| ۱۹۶۶         | تعقیب                        | آرتور پن                   |
| ۱۹۶۶         | او و بتمن                    | ویلیام دوزیر               |
| ۱۹۶۸ تا ۱۹۸۰ | هاوایی فایو                  | لئونارد فریمن              |
| ۱۹۷۰         | مایرا برکینریج               |                            |
| ۱۹۷۹         | دبیرستان راک اند رول         | آلن آرکوش                  |